# Club Balonmano Cantabria
Club Balonmano Cantabria je bivši španjolski rukometni klub iz grada Santandera iz pokrajine Kantabrije. Kroz povijest je nosio nekoliko imena.

## Povijest
Klub je utemeljen 1975. godine, kad je kupio mjesto CB La Salle Authi od Los Corrales de Buelna. Klub je ugašen 2008. godine.

### Imena
- Teka - (1990. – 1995.)
- Cantabria - (1995. – 1996.)
- Caja Cantabria - (1996. – 2000.)
- Cantabria - (2000. – 2004.)
- Teka Cantabria - (2004. – 2008.)

## Športski uspjesi
- Španjolsko prvenstvo: 
  - prvaci:  1992./93., 1993./94.
  - doprvaci:
  - treći:

- španjolski kup: 
  - prvaci:  1988./89., 1994./95.
  - doprvaci:

- Kup ASOBAL:
  - prvaci: 1990./91., 1991./92., 1996./97., 1997./98.

- Superkup ASOBAL:
  - prvaci: 1992./93., 1994./95.

- Kup europskih prvaka:
  - prvaci: 1993./94.

- Kup pobjednika kupova:
  - osvajači: 1989/.90., 1997./98.
  - finalisti:

- Kup EHF:
  - osvajači: 1992./93.

- IHF Super Globe:
  - osvajači: 1996./97.

## Poznati igrači
- Venio Losert
- Aljaksandr Tučkin
- Dragan Mladenović
- Mats Olsson
- Jovica Cvetković
- Mihail Jakimovič
- Talant Dujšebajev
- Mateo Garralda
- José Javier Hombrados
- Alberto Urdiales Márquez
- Jaume Fort
- Samuel Trives Trejo
- José Salvador Esquer Bisbal
- Asier Antonio Marcos

## Poznati treneri
- Rafael Pastor
- Luis Morante
- Javier García Cuesta
- Manolo Cadenas
- Emilio Alonso
- Julián Ruiz
- Valentín Pastor
- Agustín Medina
- Jaume Puig
- Jovica Elezović
- Juan José Campos
- Alberto Urdiales
- Fran Ávila
- Juan Domínguez Munaiz

## Vanjske poveznice
- (španjolski) Službene stranice  Arhivirana inačica izvorne stranice od 31. siječnja 2019. (Wayback Machine)
- (španjolski) Documentacion para entrenadores de Balonmano
- (španjolski) Revista digital de la Liga Asobal